# Pacto Antitransfuguismo
Ante el fenómeno del tránsfuga, «persona que pasa de una ideología o colectividad a otra» o «persona que con un cargo público no abandona este al separarse del partido que lo presentó como candidato», acciones que dan lugar a lo que se considera como transfuguismo, diversos partidos políticos españoles, con fecha 7 de julio de 1998, suscriben el «Acuerdo sobre un código de conducta política en relación con el transfuguismo en las corporaciones locales», más conocido como Pacto Antitransfuguismo.
Este pacto es firmado por los representantes de Partido Popular,  Partido Socialista Obrero Español,  Izquierda Unida, Convergéncia Democratica de Catalunya y Unió Democrática de Catalunya, Partido Nacionalista Vasco-Eusko Alderdi Jeltzalea, Coalición Canaria,  Iniciativa per Catalunya,  Bloque Nacionalista Galego,  Esquerra Republicana de Catalunya,  Eusko Alkartasuna,  Unió Valenciana y  Partido Aragonés.:

## Renovaciones
Con fecha 26 de septiembre de 2000 se suscribe la Renovación de este acuerdo, constituyendo la I Adenda al Pacto Antitransfuguismo, siendo renovado el 23 de mayo de 2006, dando lugar a la II Adenda al texto del Pacto Antitransfuguismo, con subtítulo «Un compromiso por el respeto a la voluntad de los ciudadanos y a la lealtad política en los gobiernos locales», siendo signatarios PSOE, Partido Popular, Izquierda Unida, Esquerra Republicana de Catalunya, PNV, BNG, Coalición Canaria, Partido Aragonés, Unión del Pueblo Navarro, Podemos, Ciudadanos, PSC, Foro Asturias, Partido Regionalista de Cantabria, Compormis, Geroa Bai, Galicia en Común, Catalunya en Comú, Más País, Equo, Mes per Mallorca y Agrupación Socialista de la Gomera.
Tras la reactivación del Pacto Antitransfuguismo, en el verano de 2020, con fecha 11 de noviembre de 2020, se suscribe una III adenda al Pacto Antitransfuguismo, denominada «Pacto por la Estabilidad Institucional y lucha contra el transfuguismo político», a la que, hasta el momento, se han adherido las siguientes formaciones políticas: PSOE, Partido Popular, Izquierda Unida, Esquerra Republicana de Catalunya, PNV, BNG, Partido Aragonés, Unión del Pueblo Navarro, Podemos, Ciudadanos, PSC, Foro Asturias, Partido Regionalista de Cantabria, Galicia en Común, Catalunya en Comú y Agrupación Socialista de la Gomera.

## Comisión de Seguimiento
Regulada en los Acuerdos de 7 de julio de 1998, 26 de septiembre de 2000, 23 de mayo de 2006 y 11 de noviembre de 2020, la «Comisión de Seguimiento del Pacto por la Estabilidad Institucional y lucha contra el Transfuguismo Político» está compuesta por un representante de cada una de las fuerzas políticas que han suscrito dicho acuerdo, siendo presidida por la persona titular del Ministerio de Política Territorial y Función Pública, disponiendo de una secretaría que proporciona asistencia a la citada Comisión.
Dicha comisión tiene como funciones analizar las posibles situaciones de transfuguismo y tomar medidas encaminadas a aislar a las personas calificadas como tránsfugas.